# Peter Sterkenburg

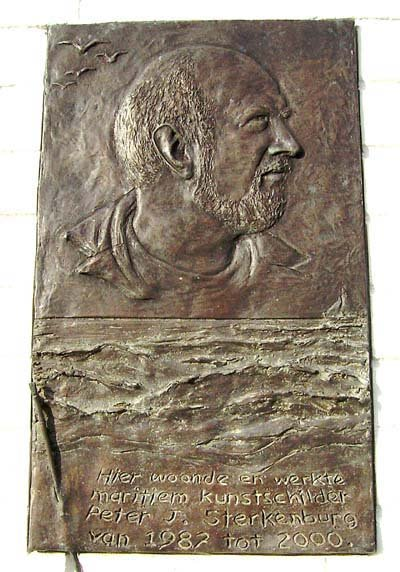
Lia Krol: Peter J. Sterkenburg

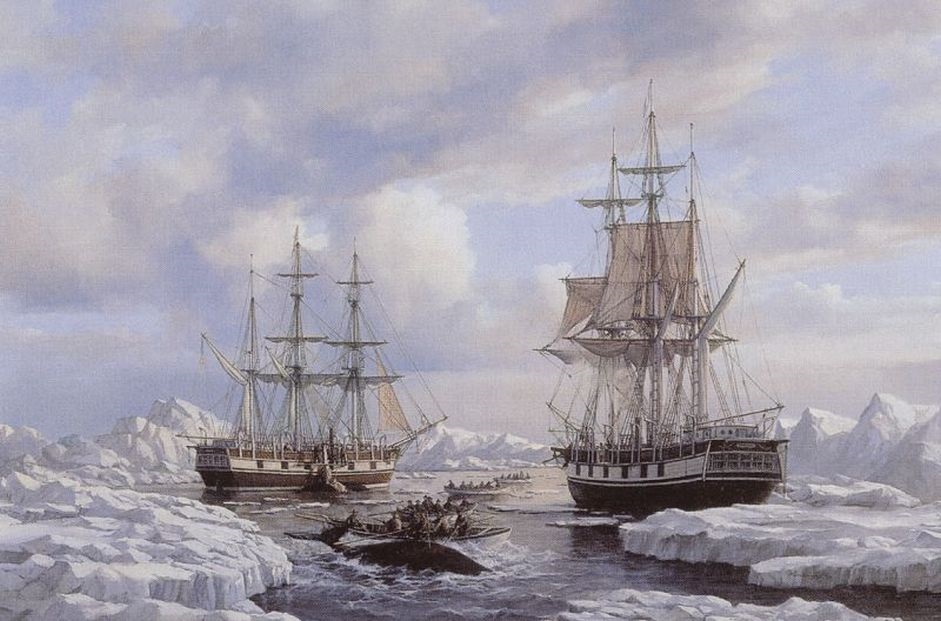
Walvisjacht

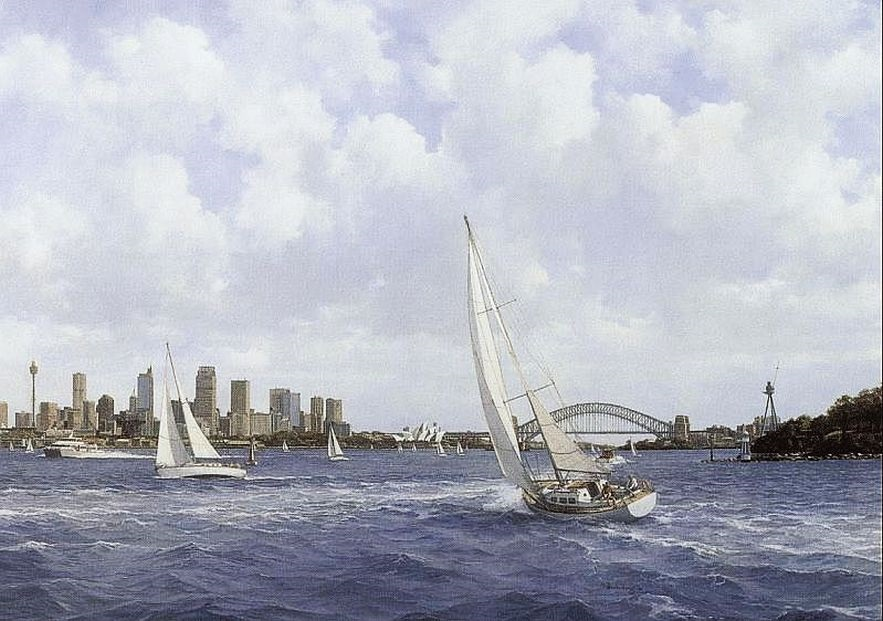
Sydney Harbour, Australië

Peter J Sterkenburg (Harlingen, 15 december 1955 – Zurich (Nederland), 2000) was een Nederlands maritiem schilder.

## Biografie
Peter Sterkenburg werd geboren in Harlingen als zoon van een zeeman. Als kleuter was hij al gefascineerd door het komen en gaan van de zeeschepen in het haventje van Harlingen. Op de middelbare school blonk Sterkenburg uit in tekenen. Na zijn diensttijd liet hij zich inschrijven bij de lerarenopleiding Ubbo Emmius in Leeuwarden. Hij ontdekte dat de leraren in die tijd alleen maar aandacht hadden voor moderne kunst. Toen hij ook nog eens de opdracht kreeg om met zijn vingers te verven, was de maat vol en verliet hij de opleiding. Hij besloot zijn eigen stijl te ontwikkelen.
Nadat Sterkenburg de lerarenopleiding verliet, vestigde hij zich als zeeschilder in het Friese dorp Zurich. Hij was als kunstenaar autodidact en ontwikkelde zelf een eigen stijl. Sterkenburg was een broodschilder, die wilde leven van zijn werk. Hij wilde geen gebruik maken van de BKR, hij vond niet dat de overheid zijn liefhebberij moest financieren.
In de eerste jaren van zijn loopbaan als schilder legde hij zich toe op een soort seriewerk. Doede Bruinsma, een kunsthandelaar die veel zaken deed in Amerika, zag wel wat in die jonge kunstenaar en begreep dat er met de nodige begeleiding geld aan hem te verdienen viel. Hij toonde Sterkenburg een schilderij met schepen uit de Gouden Eeuw en adviseerde hem iets dergelijks te schilderen. De kunstenaar bleef Bruinsma dankbaar voor wat hij voor hem had gedaan, maar vond een nieuwe beschermengel in een andere kunsthandelaar, Aard Koster uit Schoorl, die werk van hem in een galerie in Harlingen had zien hangen. Koster liet Sterkenburg vrij om te maken wat hij wilde en dat was het begin van een vruchtbare periode.
In 1990 kwam zijn grote doorbraak in het Verre Oosten. De toenmalige General Manager van de KLM in Hongkong, Ton van der Werf, zag het werk van de kunstenaar en was gelijk verkocht. De KLM in Hongkong organiseerde, als Holland promotie, in die tijd ieder jaar een tentoonstelling van werk van Nederlandse kunstenaars en Sterkenburg werd uitgenodigd om in Hongkong te exposeren (1992). De onderwerpen varieerden van typisch Nederlandse schepen tot havengezichten van Hongkong.
Vanwege het succes in Hongkong werd er drie jaar later door de KLM een tweede 'reizende' tentoonstelling georganiseerd, waarbij Sterkenburgs schilderijen te zien waren in Kuala Lumpur, Singapore, Sydney en Djakarta. Net als na Hongkong, vloeiden er meer dan twintig vervolgopdrachten uit voort, waaronder een van Smit Internationale om haar vloot in Singapore te vereeuwigen. Terug in Nederland bleven de opdrachten binnenkomen met onder meer een opdracht van VFD, het architectenbureau dat de cruiseschepen van de Holland America Lijn inricht. Dit 7 meter lange werk stelt het IJ voor met VOC-schepen voor Amsterdam. De kunstenaar heeft het schilderij niet af kunnen maken, hij stierf, 44 jaar oud, op de dag voor Pasen in 2000. Een jaar na zijn overlijden verscheen een biografie uitgegeven door een stichting die het werk van Sterkenburg onder de aandacht van het publiek wil brengen.
Ter nagedachtenis aan Sterkenburg werd op 1 juni 2005 een plaquette (gemaakt door Lia Krol) aan zijn voormalig woonhuis onthuld door burgemeester Chris Arlman van de gemeente Harlingen, samen met de burgemeester Theunis Piersma van de gemeente Wonseradeel.

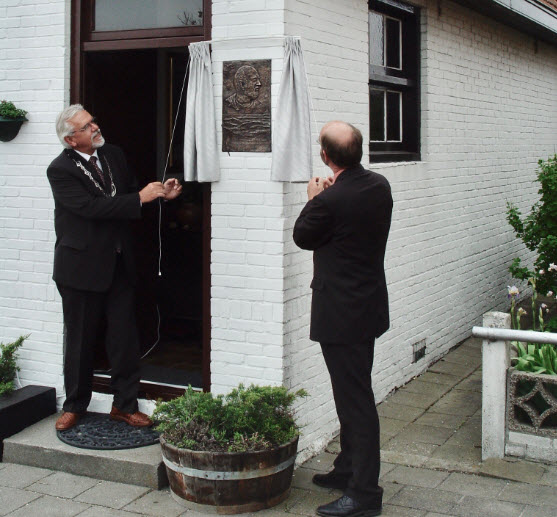
Ter nagedachtenis aan Sterkenburg

## Exposities
- 1978 Hardegaryp
- 1980 Breukelen
- 1985 San Francisco
- 1986 A.J. Koster Galery, Schoorl
- 1988 A.J. Koster Galery, Schoorl
- 1992 Repulse Bay Verandah, Hong Kong
- 1996 Regent Hotel, Kuala Lumpur
- 1996 Hollandse Club, Singapore
- 1996 Erasmus Huis, Djakarta
- 1996 Hilton Hotel, Sydney
- 2001 Hannemahuis, Harlingen
- 2004 Westfries Museum, Hoorn

## Galerij

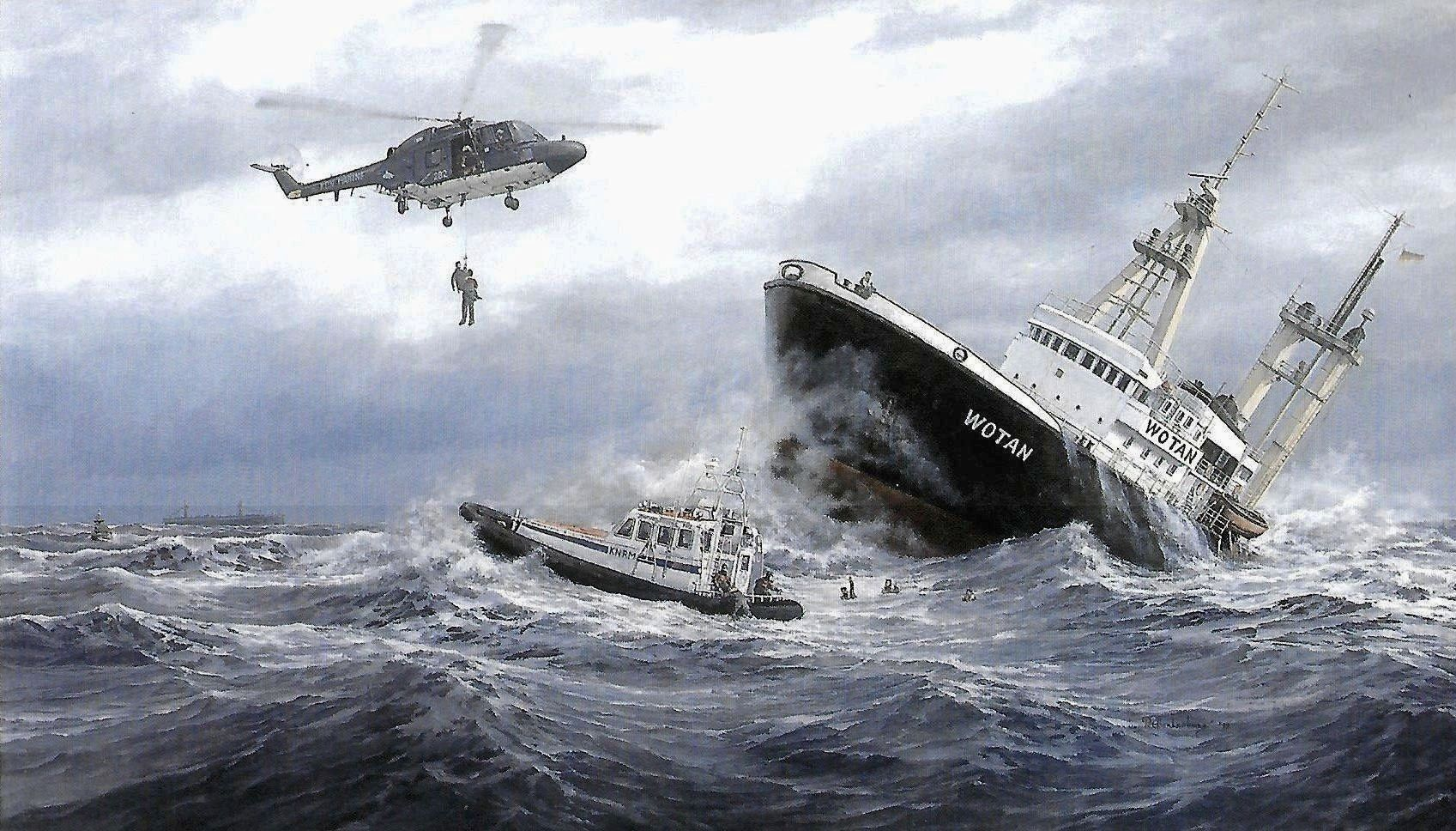
De sleepboot Wotan onderweg naar Algerije in problemen met de op sleeptouw een 70 meter lange droogdok.Uiteindelijk was het schip niet meer te redden en alle bemanningsleden sprongen overboord en allen werden gered door de KNRM.
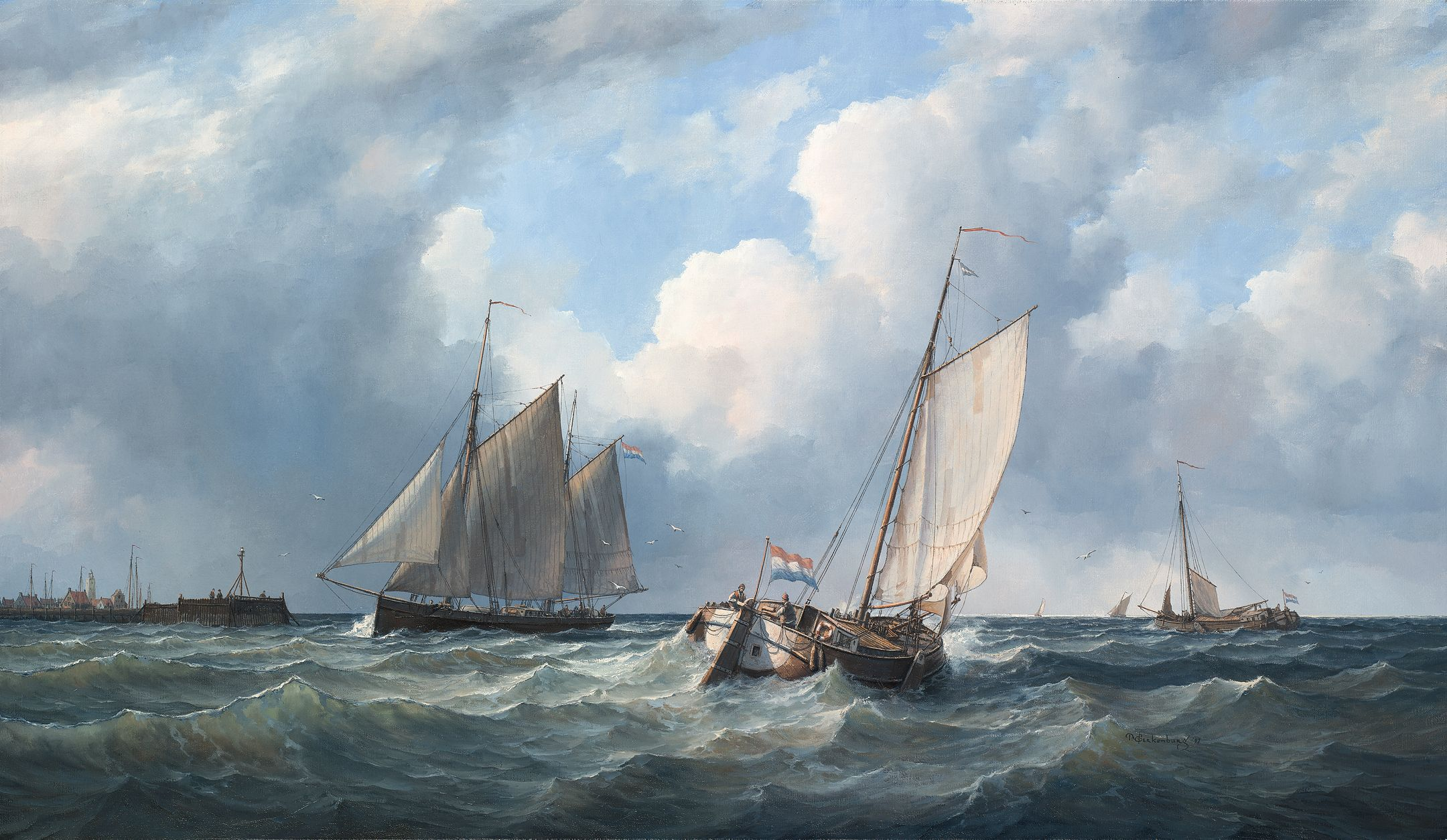
Zeilschepen voor een haveningang(1997). De Typische Friese Tjalk had een platte bodem en aan ieder zijde van het schip een zwaard. De Lengte van een tjalk kon variëren van 12 tot 25 meter, en hadden een laadvermogen tussen de 12 en 150 ton. Kleinere tjalken werden  van 12 tot 30 ton werden in Friesland skûtsje genoemd.
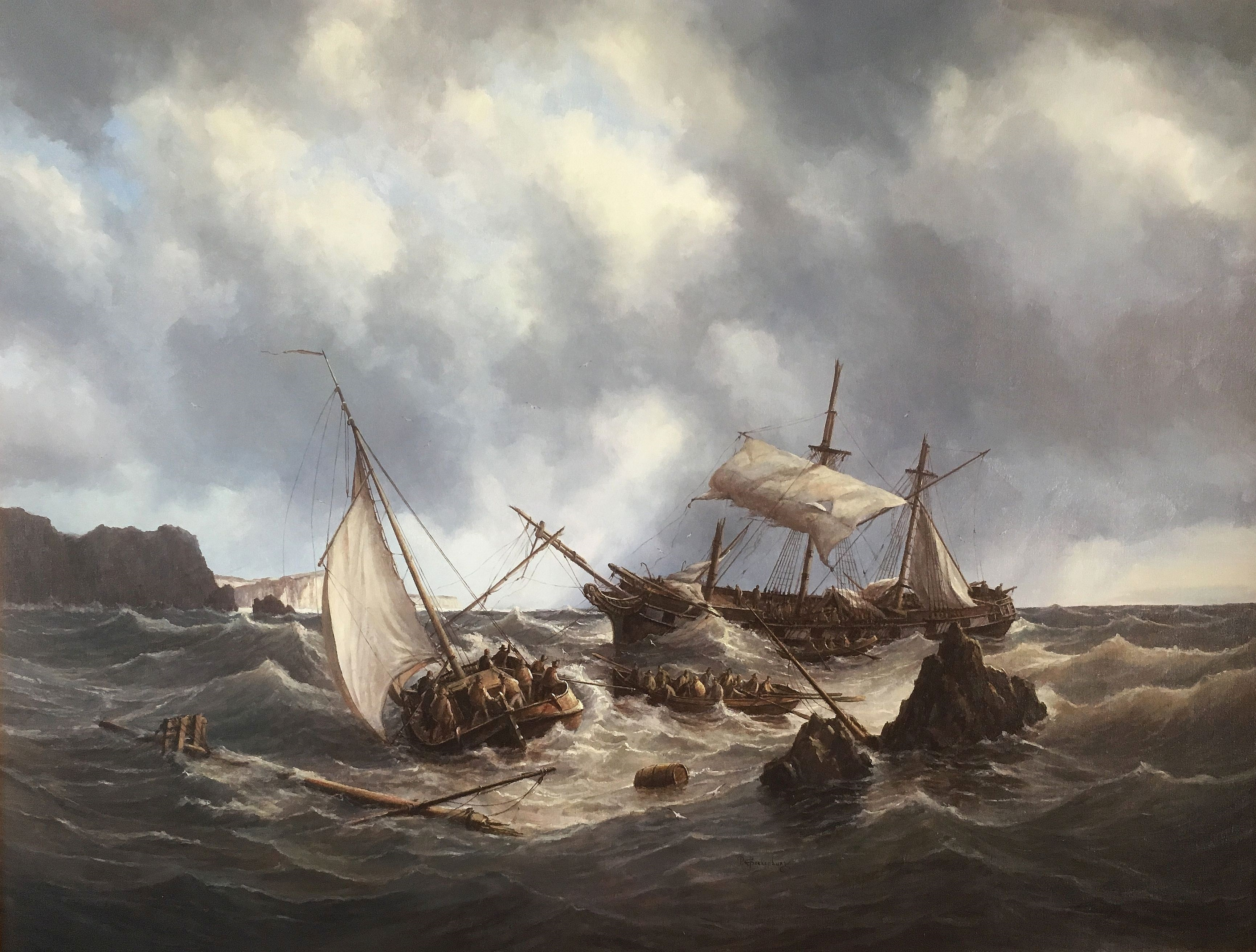
Een fregat in nood
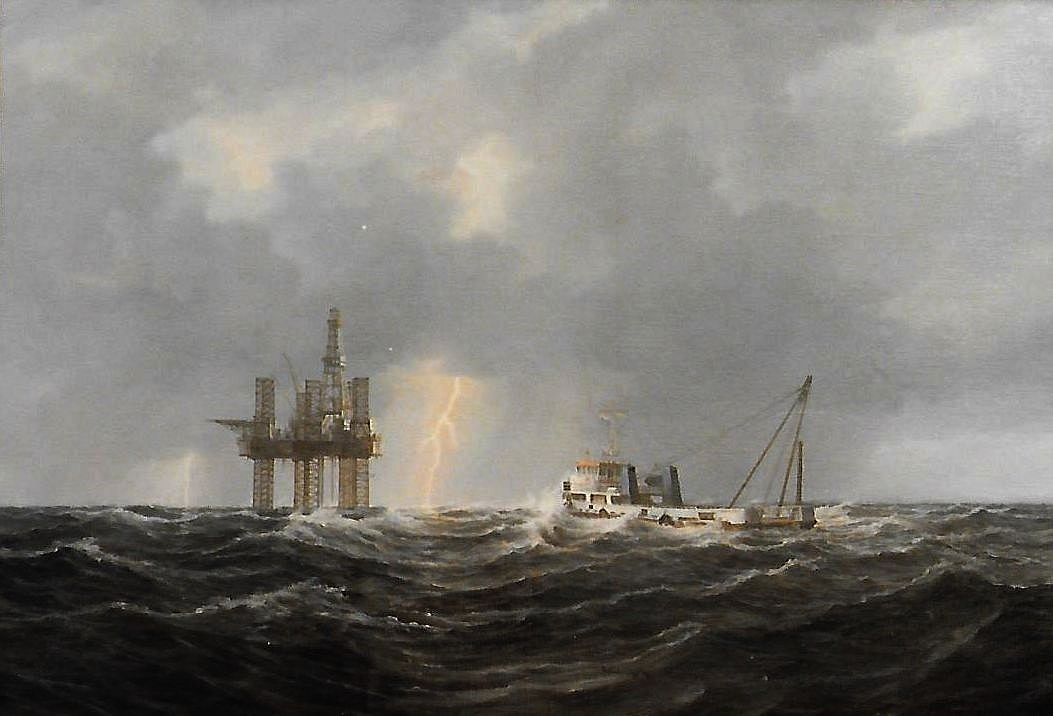
Een supplier onderweg naar een boorplatform Scheepstype Werkvaartuig.ENI Nummer 020605316 Eigenaar Acta Marine Van Stee BV in Harlingen Gesloopt in 2012.